# Poids léger
Poids léger is een Frans-Belgische film van Jean-Pierre Améris uit 2004, naar een roman van Olivier Adam. De film werd vertoond in de sectie Un certain regard van het Filmfestival van Cannes in 2004.

## Verhaal
De jonge Antoine is bediende bij een begrafenisondernemer en waagt 's avonds zijn kansen als lichtgewicht in de bokswereld, met de steun van zijn trainer Chief. Hij leert een meisje kennen, Su, op wie hij verliefd wordt en zij wordt zwanger van hem.

## Rolverdeling
| Acteur              | Personage |
| ------------------- | --------- |
| Nicolas Duvauchelle | Antoine   |
| Bernard Campan      | Chief     |
| Maï Anh Le          | Su        |
| Sophie Quinton      | Clair     |
| Élisabeth Commelin  | Hélène    |
| Frédéric Gorny      | Pierre    |